# Saxifraga canaliculata
Saxifraga canaliculata är en stenbräckeväxtart som beskrevs av Pierre Edmond Boissier, Amp; Reuter och Engler. Saxifraga canaliculata ingår i Bräckesläktet som ingår i familjen stenbräckeväxter. Inga underarter finns listade i Catalogue of Life.

## Bildgalleri

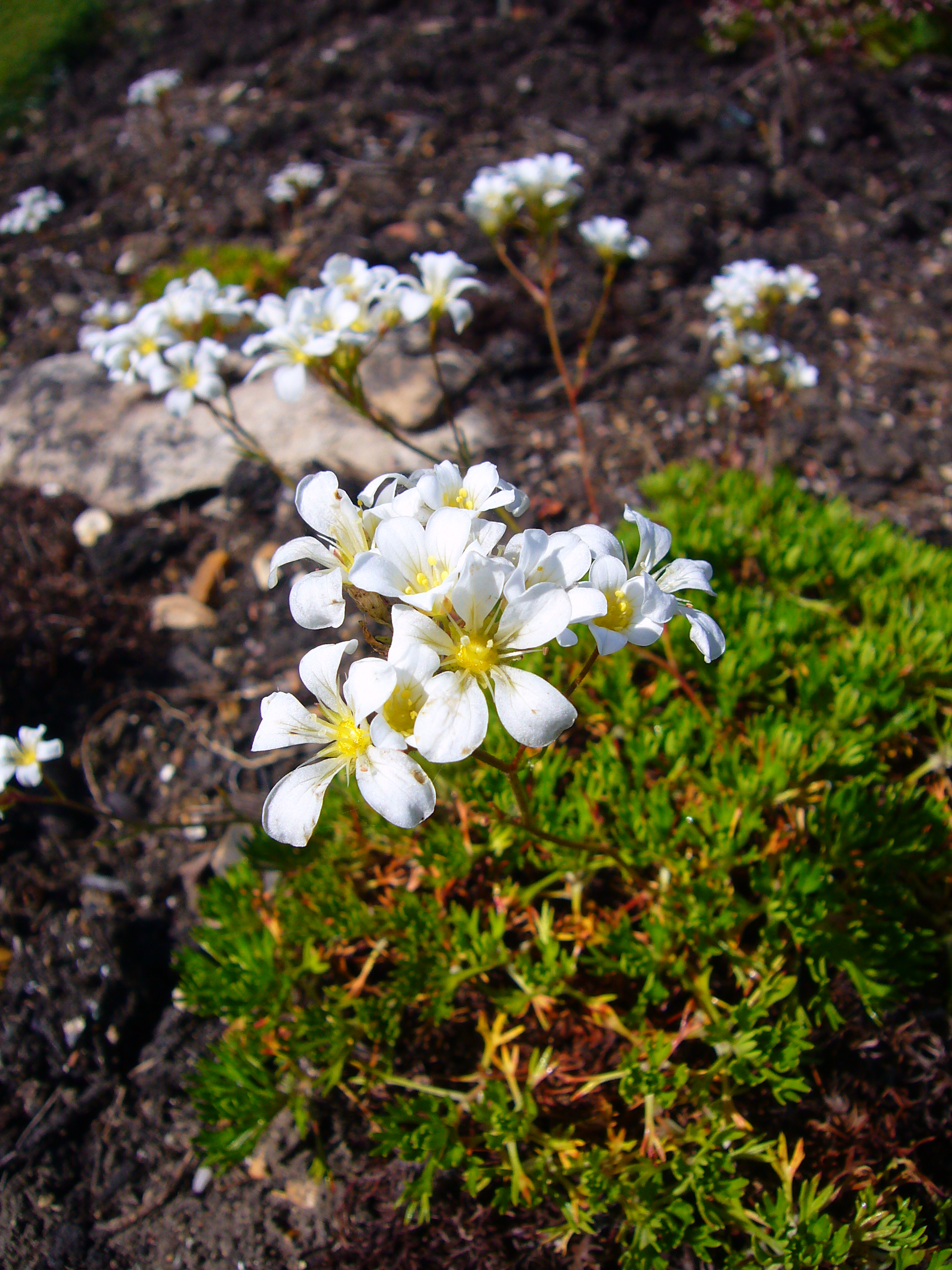
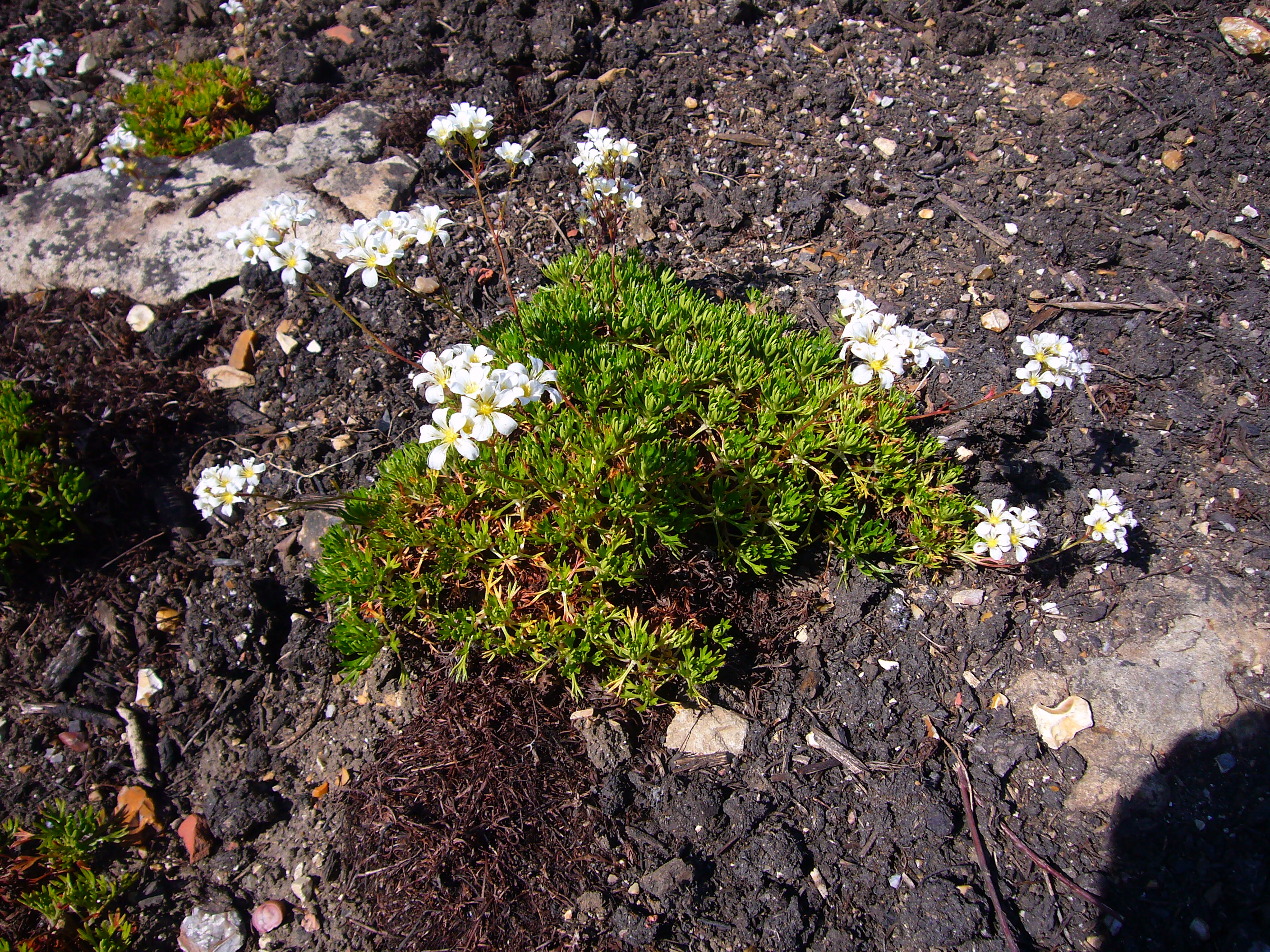